# Libyen-Affäre (Frankreich)
Die Libyen-Affäre bezeichnet mutmaßliche Zahlungen des damaligen libyschen Machthabers Muammar al-Gaddafi an den konservativen Politiker und damaligen  französischen Präsidentschaftskandidaten Nicolas Sarkozy zur Unterstützung dessen Wahlkampfes 2007. Insgesamt sollen 50 Millionen Euro an Sarkozy geflossen sein. Im Gegenzug sollen al-Gaddafi militärische Ehren in Paris, gute Geschäfte mit Frankreich und Unterstützung bei der Wiederintegration in die internationale Staatengemeinschaft versprochen worden sein. Die Zeit stellte die These in den Raum, Sarkozy sei erst hierdurch 23. Französischer Präsident geworden.

## Entwicklung

### Anbahnung und Sarkozys Wahlkampf

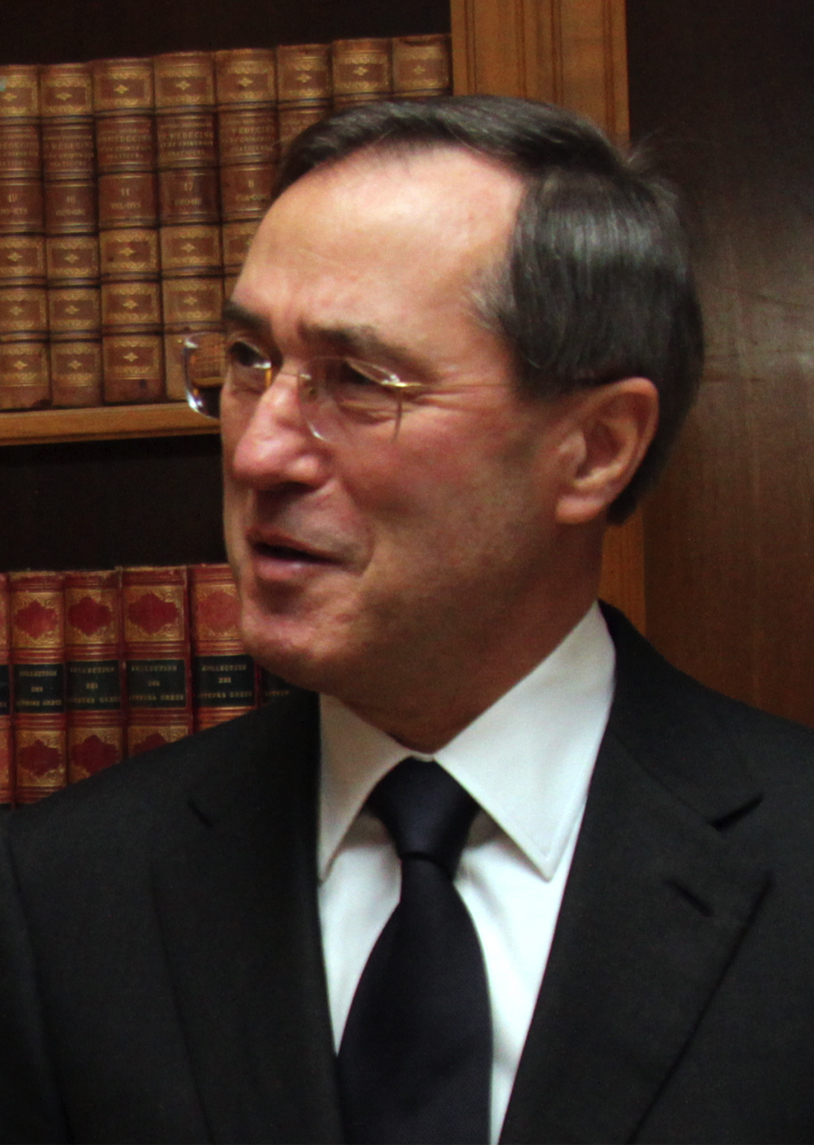
Ehemaliger Wahlkampfmanager Claude Guéant, 2011

2005 besuchte der damalige französische Innenminister Nicolas Sarkozy Libyen und verbrachte dort einige Stunden mit Gaddafi in dessen Beduinenzelt. Bei dem Treffen waren nur zwei Übersetzer dabei. Der Übersetzer Gaddafis erklärte gegenüber der französischen Justiz, dass zu diesem Zeitpunkt bereits eine massive Wahlkampfhilfe für Sarkozy vereinbart worden sei. Die französische Übersetzerin bestätigte später das Treffen, sagte aber zu dessen Inhalt nichts.  
Einige Wochen nach dem Treffen in Libyen reiste der Mittelsmann, der libysche Unternehmer Ziad Takieddine, mit einem Geldkoffer nach Paris. Er sei unbehelligt geblieben, weil alle französischen Sicherheitskräfte über seine Mission Bescheid gewusst hätten. Er gelangte vom Flughafen ins Innenministerium und gab dort den Koffer mit mehreren Millionen Euro ab. Dies gab er später beim Medienportal Mediapart als Videoaussage zu Protokoll.
Der spätere Innenminister Sarkozys Claude Guéant soll während Sarkozys Wahlkampf viele Millionen Euro Bargeld in Umlauf gebracht haben. Gleichzeitig soll er sich in dieser Zeit eine teure Pariser Wohnung gekauft haben. Auch diese Wohnung soll er in bar bezahlt haben. Den französischen Ermittlern zufolge hat Guéant zwischen 2003 und 2012 nur insgesamt 800 Euro von seinem Konto abgehoben. Alles was darüber hinausging, bezahlte er stets in bar. Guéant soll in der Zeit des Wahlkampfes von Sarkozy einen mannshohen Safe in einer Pariser Bank angemietet haben. Gueant selbst sagte aus, er habe darin Redemanuskripte von Sarkozy aufbewahrt. Die Ermittler gehen davon aus, der Safe habe Geldnoten enthalten. Die Organisatoren von Sarkozys Kampagne seien mit Bargeld „überflutet“ worden. Gegen Guéant wird wegen Geldwäsche und Urkundenfälschung ermittelt (Stand 2018).
2007 wurde Sarkozy zum ersten Mal zum Französischen Präsidenten gewählt. Sarkozy empfing Gaddafi kurz nach seinem Amtsantritt in Paris. Nach seinem Amtsantritt reiste Sarkozy Ende Juli 2007 nach Libyen und vereinbarte libysche Uranlieferungen für den staatlichen französischen Nuklearkonzern Areva. Im Gegenzug soll Libyen französische Atomkrafttechnologie erhalten. Der genaue Inhalt des „Memorandums über die Kooperation zur friedlichen Nutzung der Kernenergie“ blieb geheim.

### Sturz al-Gaddafis und Ermittlungen
Frankreich beteiligte sich 2011 mit seiner Opération Harmattan an dem Internationalen Militäreinsatz in Libyen im Rahmen einer NATO-Mission zum Sturz von al-Gaddafi. Im gleichen Jahr verlangte Gaddafis Sohn Seif al-Islam von Sarkozy, „das Geld zurückzugeben, das er von Libyen angenommen hat, um seinen Wahlkampf zu finanzieren“. Der französische Staatschef nannte die Vorwürfe damals „grotesk“.
Das Internet-Portal Mediapart veröffentlichte 2012 ein libysches Geheimdienstdokument, dem zufolge al-Gaddafi im französischen Präsidentschaftswahlkampf 2007 rund 50 Millionen an Sarkozy zahlen ließ. Das Dokument mit libyschem Wappen wurde von zwei französischen Gerichten als authentisch eingestuft. Es handelt sich dabei um einen Brief des damaligen libyschen Geheimdienstchefs an den Hüter eines staatlichen libyschen Fonds. Laut diesem Dokument gab es ein Übereinkommen zwischen den beiden Ländern, dem zufolge Tripolis 50 Millionen Euro nach Frankreich senden solle. Nicolas Sarkozy bezeichnete das Dokument als Fälschung und zeigte Mediapart für seine Veröffentlichung an. In den folgenden Gerichtsverfahren kamen Gutachter jedoch zum Schluss, das Papier sei authentisch.
Später sagte zudem der französisch-libanesische Geschäftsmann Siad Takieddine aus. Er gab an, im Auftrag des libyschen Machthabers mindestens dreimal Geldkoffer nach Paris gebracht zu haben. Er habe Ende 2006 oder Anfang 2007 mehrere, vom libyschen Regime vorbereitete Koffer mit insgesamt fünf Millionen Euro ins französische Innenministerium gebracht. Sarkozy war zu diesem Zeitpunkt Innenminister Frankreichs.
Den Tagebüchern des ehemaligen libyschen Premierministers Schukri Ghanim zufolge sind mehrere Millionen Euro an Sarkozy gezahlt worden. Während des Bürgerkrieges gegen Gaddafi im Sommer 2011 wechselte er die Seite und schloss sich den Aufständischen an. Später ging er ins Exil nach Österreich. Einen Tag nachdem der Brief an den libyschen Fonds in französischen Medien veröffentlicht wurde, wurde Ghanim tot in der Donau gefunden. Die österreichische Polizei bewertete den Vorgang  2011 als Unfall. Die amerikanischen Geheimdienste hingegen nannten den Todesfall „höchst suspekt“.
Auch wegen der Dokumentation von Mediapart leitete im April 2013 die Pariser Staatsanwaltschaft in der Angelegenheit ein Ermittlungsverfahren ein.

### Verhör 2018
Im März 2018 vernahmen Anti-Korruptions-Ermittler Sarkozy in Nanterre, westlich von Paris. Im Januar 2018 war bereits Sarkozys ehemaliger Vertrauter Alexandre Djouhri von der Polizei in London festgenommen worden. Auch der damalige Innenminister Brice Hortefeux wurde vernommen.
Sarkozy selbst sagte im Fernsehsender TF1, es gebe „nicht ein Dokument, nicht ein Foto, nicht ein Konto, nicht einen materiellen Beweis“, die die Vorwürfe rechtfertigten.

### Anklage 2020
Am 12. Oktober 2020 wurde er nach 40-stündigen Anhörungen wegen strafrechtlicher Vereinigung angeklagt, um Verbrechen vorzubereiten, die mit einer Freiheitsstrafe von zehn Jahren geahndet werden können. Claude Guéant und Éric Woerth, Direktor und Schatzmeister der Präsidentschaftskampagne von 2007 wurden ebenfalls angeklagt.

### Mögliche Rolle Saif al-Islam Gaddafis
Der Gaddafi-Sohn gab Anfang 2025 schriftlich gegenüber einem Journalisten des RFI an, Beauftragten von Nicolas Sarkozy 2007   persönlich Barmittel in Millionenhöhe übergeben zu haben. Später sei er von Sachwaltern des Ex-Präsidenten zu einem Dementi genötigt worden.

## Reaktionen
Klaus Dieter Frankenberger fragte in der FAZ: „Ist das wirklich vorstellbar? Es wird ein Krieg inklusive Regimewechsel angezettelt, um den Hauptzeugen in einem Fall von (illegaler) Parteienfinanzierung auszuschalten. Folge: Eine ganze Region versinkt in Chaos, Staatszerfall, islamistischem Terror und Flüchtlingselend. Sollten sich die Vorwürfe erhärten..., dann wäre das ein spektakulärer Politskandal. Mehr noch: Es wäre der Ausgangspunkt einer ungeheuren internationalen humanitären Krise, die Teile Nordafrikas in den Abgrund gezogen hat.“ Frankenberger konstatiert, ja, diese Zusammenhänge seien tatsächlich vorstellbar.